# 水虿
水蠆是指蜻蛉目昆蟲的稚虫。体色一般是暗褐色或暗绿色，為水生昆蟲，當河川出現水蠆，代表水質是乾淨的。水蠆以小型水生昆虫及其幼虫为食，体型大的也可以捕食小鱼和蝌蚪。水虿时期依种类的不同而不同，短至二三个月，长则七八年长至成熟，蛻變为成虫。
廣西壯族稱之爲水蟲，可以油炸方式烹調。

## 註解

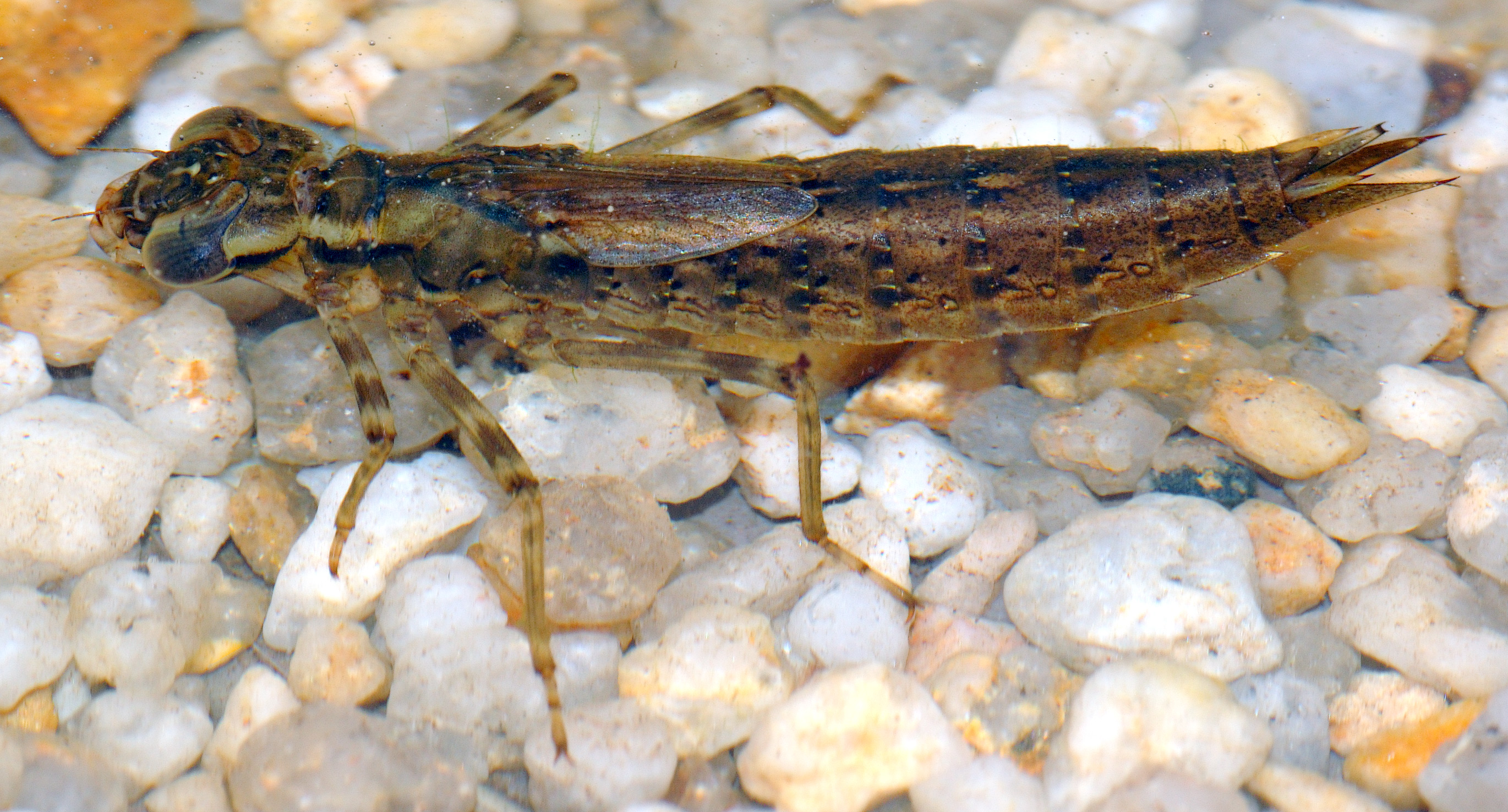
藍晏蜓 Aeshna cyanea 的水蠆（歐洲的一種晏蜓科蜻蜓幼蟲）

1. ↑  蠆是一種毒蟲，形狀似蠍而尾部較長。